# Gbéssoba
Gbéssoba es una localidad de la prefectura de Beyla en la región de Nzérékoré, Guinea, con una población censada en marzo de 2014 de 35 372 habitantes.
Se encuentra ubicada al sur del país, cerca de la frontera con Liberia y Costa de Marfil.